# Rue des Tilleuls
La rue des Tilleuls est une voie de la commune française de Colmar.

## Situation et accès
Cette voie de circulation, d'une longueur de 75 m, se trouve dans le quartier centre.
On y accède par les rues Vauban et de Theinheim.
Cette voie n'est pas desservie par les bus de la TRACE.